# Martin Andersson (politiker)

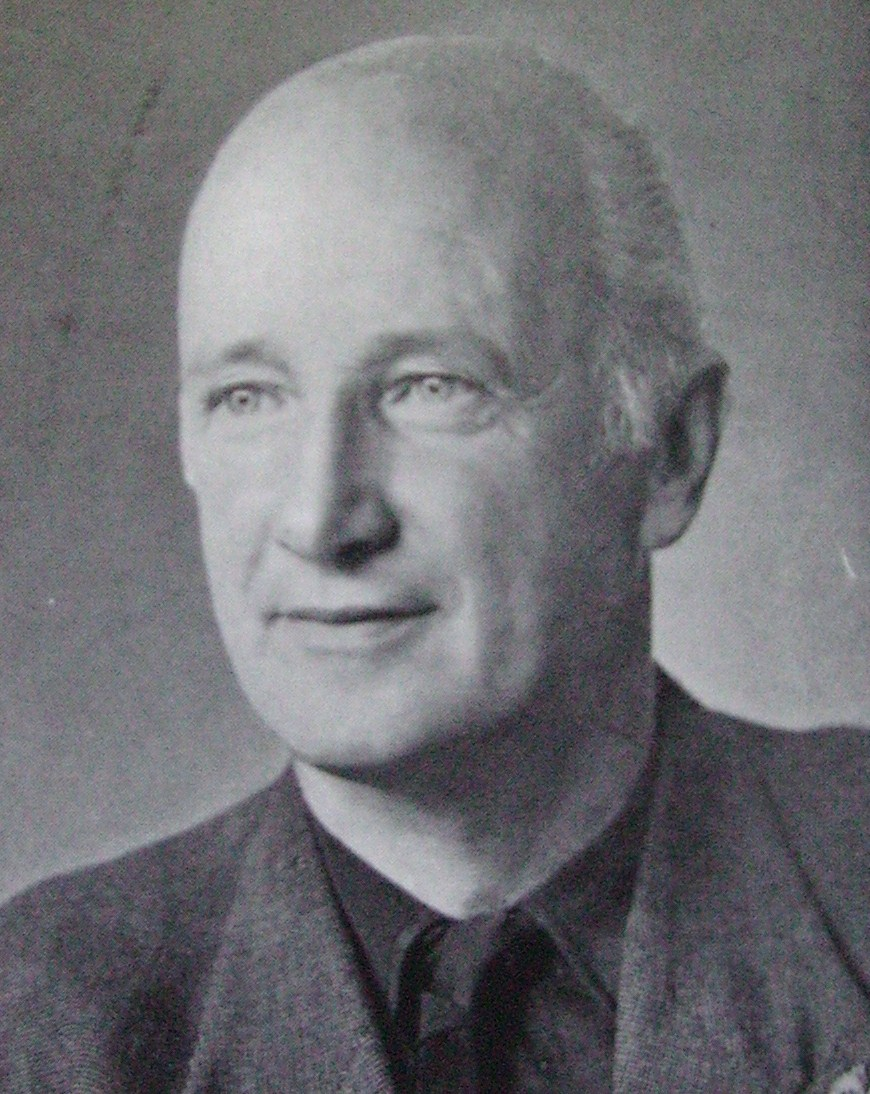
Martin Andersson.

Martin Artur Andersson, född 26 november 1886 i Masthuggs församling i Göteborg, död 13 augusti 1946 i Kungsholms församling i Stockholm, var en svensk politiker, syndikalist, redaktör och aktör inom hyresgäströrelsen.

## Biografi
Andersson var son till bodbiträdet Carl Andersson och Agneta. Sedan 1915 var han gift med Wilhelmina Jansson, dotter till en stationskarl.
Andersson började som springpojke, kontorist, lagerbiträde och handelsarbetare 1900-14. Åren 1923-30 var han ledamot i Göteborgs stadsfullmäktige, utgav tidningen Minareten 1923-31, var redaktör för Hyresgästen 1923-45, därefter för Vår Bostad varmed han flyttade från Göteborg till Stockholm.
Han är begravd på Västra kyrkogården i Göteborg.
En gata i Olskroken har uppkallats efter honom, Martin Anderssons Gata.